# Segunda Batalha de Fredericksburg
A Segunda Batalha de Fredericksburg, também conhecida como a Segunda Batalha de Marye's Heights, ocorreu em 3 de maio de 1863, em Fredericksburg, Virgínia, como parte da Campanha de Chancellorsville da Guerra Civil Americana.

## Antecedentes
O general confederado Robert E. Lee deixou o general Jubal A. Early para manter Fredericksburg em 1º de maio, enquanto marchava para o oeste com o resto do Exército da Virgínia do Norte para lidar com o ataque principal do general Joseph Hooker em Chancellorsville com quatro corpos do Exército do Potomac. No início tinha sua própria divisão, junto com a brigada de William Barksdale da divisão McLaws e os canhões da reserva de artilharia; Early foi auxiliado pelo Brigadeiro General William Pendleton da reserva de artilharia. A brigada de Cadmus Wilcox chegou em 3 de maio, aumentando a força de Early para 12.000 homens e 45 canhões. A maior parte da força confederada foi implantada ao sul de Fredericksburg.

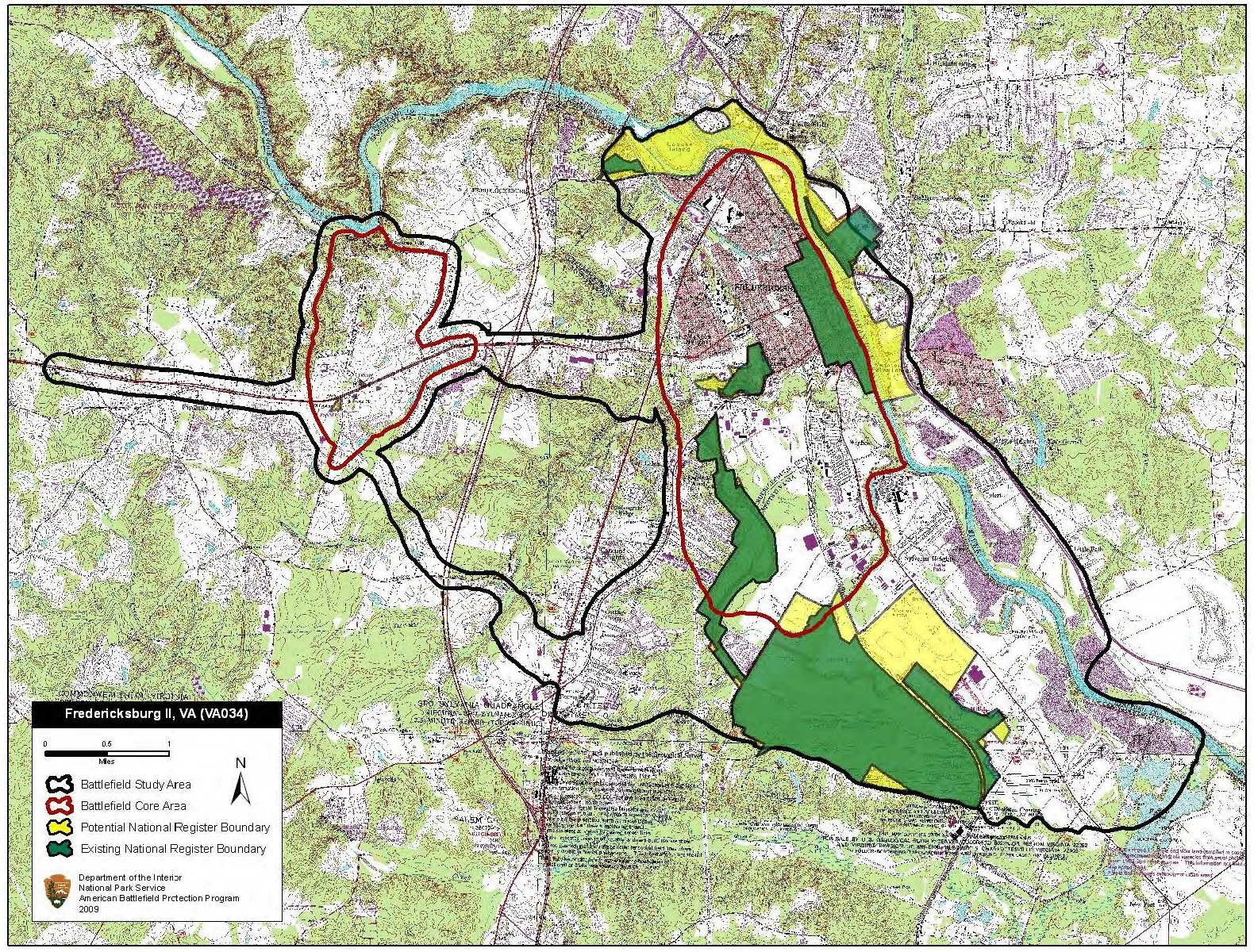
Mapa do núcleo do campo da Segunda Batalha de Fredericksburg e áreas de estudo pelo American Battlefield Protection Program.

Early recebeu ordens de Lee para vigiar o restante da força da União perto de Fredericksburg; se ele fosse atacado e derrotado, deveria recuar para o sul para proteger as linhas de abastecimento dos confederados. Se a força da União se movesse para reforçar Hooker, Early deveria deixar uma força de cobertura e se juntar a Lee com o restante de suas tropas. Em 2 de maio, interpretando mal suas ordens, Early deixou uma brigada em Fredericksburg e enviou o restante de sua força em Chancellorsville; Lee corrigiu o mal-entendido e Early então voltou às suas posições naquela noite antes de Sedgwick descobrir a retirada dos confederados.
O major-general John Sedgwick foi deixado perto de Fredericksburg com o VI Corpo de exército, o I Corpo de exército e a divisão de Brig de Brigada do II Corpo de exército do Gen. John Gibbon. O plano de Hooker exigia que Sedgwick fizesse uma demonstração perto da cidade para enganar Lee sobre o plano da União. O VI e o II Corps assumiram o controle de várias travessias em 29 de abril, estabelecendo pontes flutuantes nas primeiras horas da manhã, e as divisões de William T. H. Brooks e James S. Wadsworth cruzaram o rio. O I Corps recebeu ordens de reforçar o exército principal em Chancellorsville durante a noite de 1º de maio. Durante a noite de 2 de maio, Sedgwick recebeu ordens de atacar Early com suas forças restantes.

## Batalha

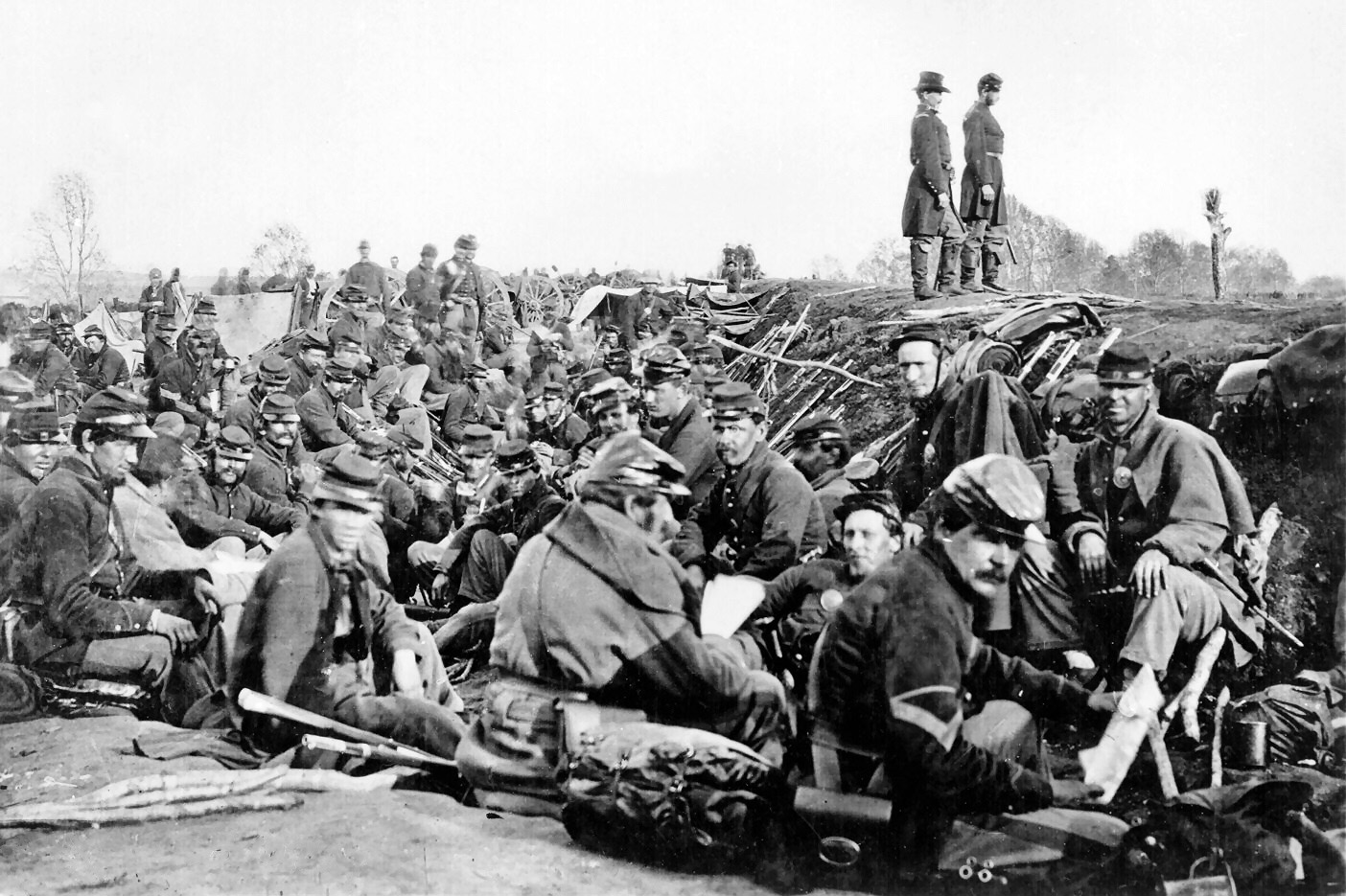
Tropas da União antes da Segunda Batalha de Fredericksburg, maio de 1863.

Sedgwick moveu suas forças para Fredericksburg durante o amanhecer de 3 de maio, unindo-se à divisão de Gibbon que cruzou o rio pouco antes do amanhecer. Sedgwick planejou originalmente atacar as extremidades de Marye's Heights, mas um canal e um riacho bloquearam as forças sindicais. Ele então decidiu lançar um ataque ao centro confederado nas alturas, que era tripulado pela brigada de Barksdale, com a divisão de John Newton; este ataque foi derrotado. O coronel Thomas M. Griffin, da 18ª Infantaria do Mississippi, concedeu às forças da União uma trégua para reunir os feridos. Durante esta trégua, os comandantes da União notaram que o flanco do regimento esquerdo de Barksdale estava desprotegido.
Sedgwick lançou outro ataque contra este flanco e a frente de Barksdale usando elementos de todas as três divisões do VI Corpo de exército, o que empurrou as forças confederadas para fora do cume, capturando alguma artilharia. Os primeiros homens a subirem a parede de pedra eram do 5º Regimento de Wisconsin e do 6º Regimento de Infantaria do Maine. Barksdale recuou para Lee's Hill, onde tentou fazer outra resistência, mas foi novamente forçado a recuar para o sul.

## Consequências

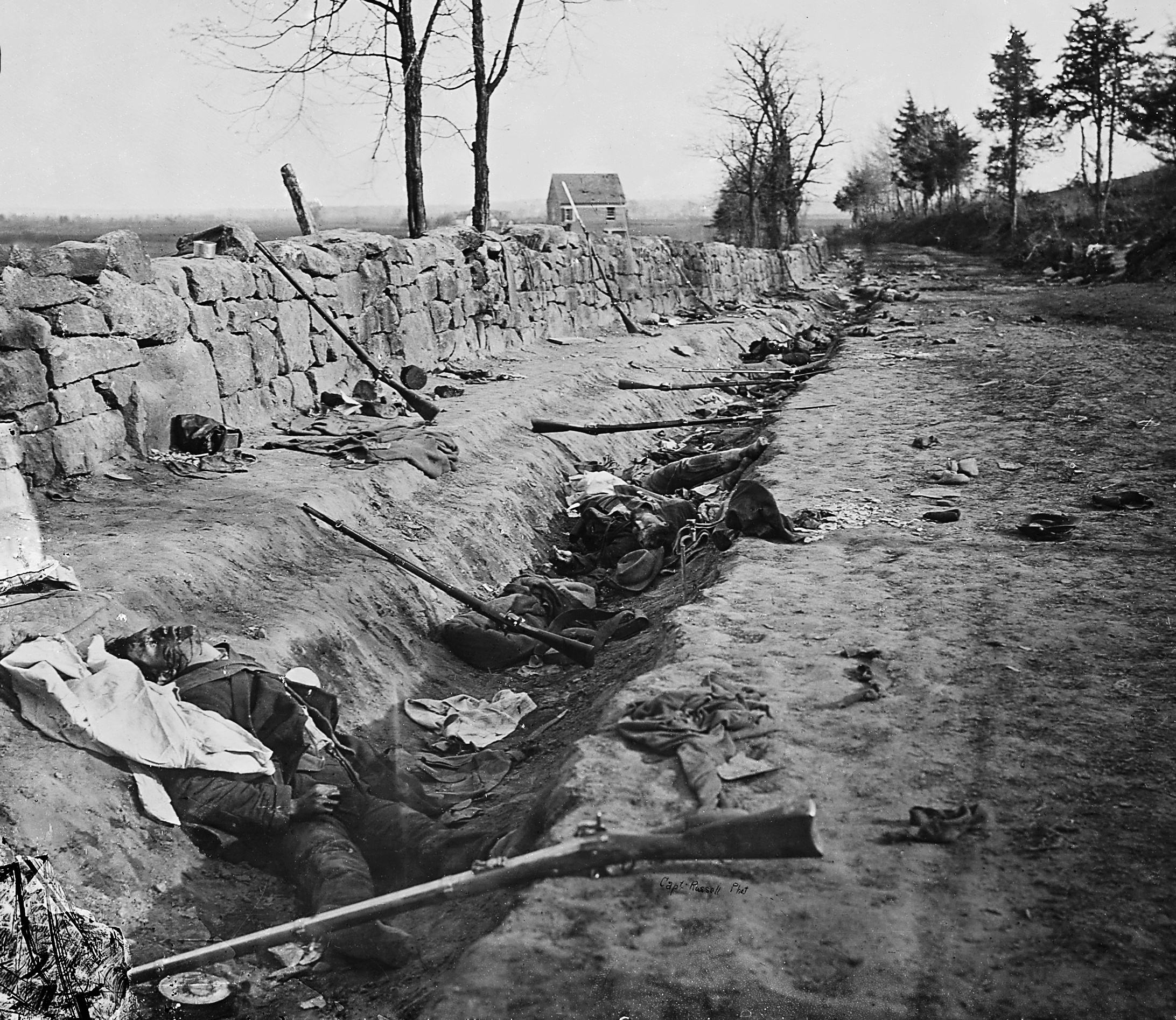
Soldados confederados mortos atrás do muro de pedra de Marye's Heights, depois da Segunda Batalha de Fredericksburg, 3 de maio de 1863.

As baixas confederadas totalizaram 700 homens e quatro canhões. Early retirou-se com sua divisão duas milhas ao sul, enquanto Wilcox recuou para o oeste, retardando o avanço de Sedgwick. Quando soube da derrota dos confederados, Lee começou a mover duas divisões para o leste para parar Sedgwick. Após a campanha, Early se envolveu em uma discussão com Barksdale sobre o que Barksdale considerou um desprezo para sua brigada em uma carta de jornal que Early havia escrito; a troca de acusações continuou até que Lee ordenou que os dois generais cessassem.
Sedgwick havia perdido 1.100 homens durante a batalha. No início, ele começou a perseguir a divisão de Early, mas depois seguiu as ordens que recebeu no dia anterior e partiu para o oeste ao longo da Plank Road em direção ao exército de Hooker em Chancellorsville. A divisão de Gibbon foi deixada em Fredericksburg para proteger a cidade.